# Чепкас-Ільметево
Чепка́с-Ільме́тево (рос. Чепкас-Ильметево, чув. Тури Чаткас) — присілок у складі Шемуршинського району Чувашії, Росія. Входить до складу Чепкас-Нікольського сільського поселення.
Населення — 248 осіб (2010; 259 у 2002).
Національний склад:
- чуваші — 91 %